# مائدا شیگه‌کاتسو
مائدا شیگه‌کاتسو (به ژاپنی: 前田 茂勝 まえだ しげかつ)، دایمیو از دوره آزوچی-مومویاما تا اوایل دوره ادو. ارباب قلمرو کامی‌یاما، ولایت تانبا، بعدها ارباب قلمرو یاگامی بود.